# Рафал Богуський
Рафал Богуський (пол. Rafał Boguski, нар. 9 червня 1984, Остроленка, Польща) — польський футболіст, нападник футбольної команди «Вісла» що нині виступає в Екстраклясі.

## Життєпис

### Клубна кар'єра
Вихованець клубу «Ломжа». В основній команді дебютував у 16 років. У сезоні 2002/03 в одному з матчів проти «Променя» з міста Монькі він забив 7 голів, 6 з них - у період з 50 по 73 хвилину матчу. У сезоні 2003/04 разом з командою вийшов у Третю лігу Польщі і став найкращим бомбардиром забивши 19 голів.
17 серпня 2005 підписав контракт з краківською «Віслою», на запрошення тренера Єжи Енґеля. До кінця сезону Рафал перейшов в рідний клуб «Ломжа» на правах оренди. У грудні 2005 року румунський тренер «Вісли» Дан Петреску перервав його оренду і перевів його в основний склад. У Екстракласі дебютував 1 квітня 2006 року в матчі проти варшавської «Полонії» (2: 0). Богуський вийшов на 86 хвилині замість Павла Брожека. Наступний і останній матч у сезоні 2005/06 в Екстракласі зіграв проти «Легії» (1: 2). Богуський вийшов на 88 хвилині замість словака Марека Пенкса.
19 липня 2006 був відданий в шестимісячну оренду в «ГКС». На початку у Рафала були проблеми з основним складом, але тренер Орест Ленчук продовжив його оренду на рік. У весняній частині сезону 2006/07 став основним гравцем «ГКСа», Богуський грав в на лівому фланзі півзахисту. «ГКС» посів 2 місце в чемпіонаті поступившись тільки «Заглембє».
Хорошу гру Богуський помітив тренер «Вісли» Мацей Скоржа і повернув його в основний склад, хоча президент «ГКСа» хотів залишити його в команді. Крім того, Богуський сам хотів залишитися в команді ще на півроку. У сезоні 2007/08 став основним гравцем «Вісли» і також виграв разом з командою чемпіонат Польщі. У наступному сезоні забив 9 м'ячів і став другим бомбардиром після Павла Брожека, який забив 19 м'ячів і став найкращим бомбардиром чемпіонату разом з Такесуре Кіняма.

### Кар'єра в збірній
Вдала гра за «Віслу» помітив напитник збірної Польщі Лео Бенхаккер. У збірній він дебютував 15 грудня 2007 року в матчі проти Боснії і Герцеговини (1: 0). Рафал вийшов на 46 хвилині замість Шимона Павловського. Перший гол за Польщу забив 14 грудня 2008 року в матчі проти Сербії (1: 0) [11] на 53 хвилині у ворота Бояна Ісаіловіча. 1 квітня 2009 у матчі проти Сан-Марино (10: 0) забив найшвидший гол за збірну Польщі за всю її історію на 23 секунді матчу. Всього в цьому матчі Рафал забив 2 голи у ворота Федеріко Валентіні.

## Досягнення
- Чемпіонат Польщі:
  - чемпіон (3):  2007/08, 2008/09, 2010/11
  - срібний призер (1): 2006/07